# Leśniowice
Leśniowice is een dorp in het Poolse woiwodschap Lublin, in het district Chełmski. De plaats maakt deel uit van de gemeente Leśniowice.